# Basi militari sovietiche in Estonia
Le basi militari sovietiche in Estonia sono una serie di installazioni militari della guerra fredda costruite dall'Unione Sovietica durante la sua annessione dell'Estonia.
L'Estonia venne prima occupata dall'Unione Sovietica nel 1940, poi dalla Germania nazista nel 1941, ed ancora dai sovietici nel 1944. La nazione rimase occupata dall'URSS dalla fine della guerra fino al 1991.
In uno studio effettuato dalla NATO sono state censite almeno 500 installazioni militari in Estonia. Fra questi le più importanti sono la base militare di Naissaar, un'isola distante appena 8,5 km dalla costa di Tallinn, ed il porto di Paldiski, 49 km dalla capitale. Molti di questi luoghi sono accessibili ai visitatori.

## Marina

### Isola di Naissaar
L'isola di Naissaar, appena al largo di Tallinn, è stata una base per la Marina Sovietica. La struttura era denominata in estone Endine Nõukogude Mereväe Baas. Era un'isola interdetta ai civili perché destinata all'assemblaggio di mine navali. Attualmente può essere visitata. Numerosi residui bellici sono abbandanati sull'isola, in particolare mine.

### Base navale di Paldiski
Fino al 1994 la piccola cittadina portuale di Paldiski fu un'attiva base militare sovietica, sede di missili e sottomarini nucleari. Nella base furono impegnate fino a 16 000 persone. Dopo la partenza dei militari sovietici la popolazione è drasticamente scesa alle 4 000 unità.
Ancora oggi l'intera penisola è disseminata di bunker abbandonati, macerie di non identificabili ed installazioni militari.
In mezzo alla penisola era situato un reattore nucleare che era probabilmente la più segreta struttura militare in Estonia. Costruito fra il 1965 e il 1968, fu una scuola di addestramento per sommergibilisti. Gli imponenti muri e le torrette di guardia sono ancora visibili. Il reattore è stato smantellato all'inizio del XXI secolo.
Nel 2008 è stato abbattuto il padiglione denominato Il Pentagono. Nella zona sono in corso lavori per il recupero paesaggistico della penisola, con la riconversione dell'ex area militare in parco naturalistico e centro di smistamento commerciale.

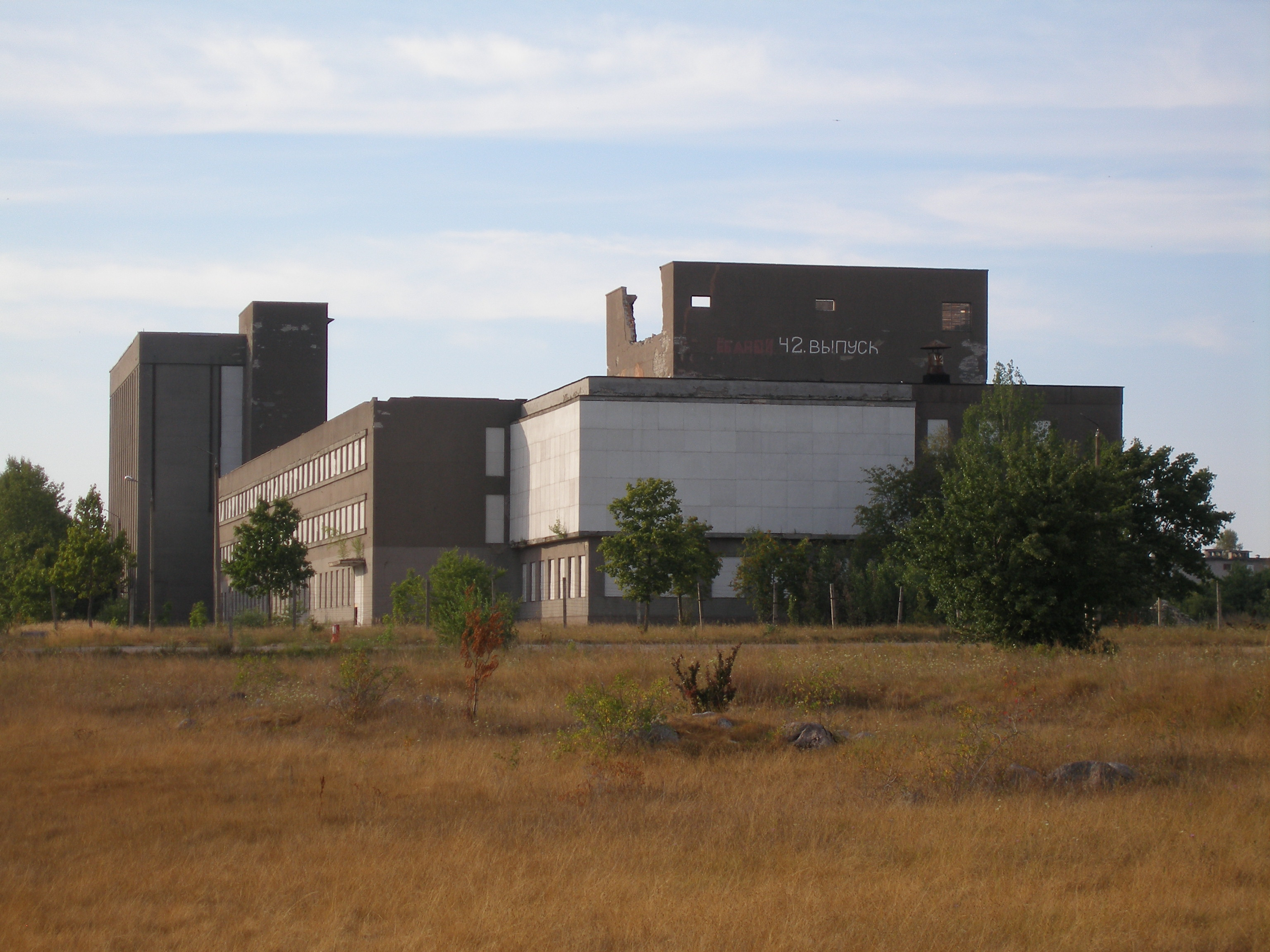
Il Pentagono di Paldiski, abbattuto nel 2008

### Isole di Pakri
Prima della seconda guerra mondiale abitavano 341 persone sulle isole di Pakri. Con l'occupazione sovietica tutti gli estoni furono deportati e le isole divennero una base militare. Le isole vennero utilizzate come poligono di tiro e terreno di esercitazione per tutte le nazioni del Patto di Varsavia fino al 1992. Attualmente la zona è piena di oggetti militari abbandonati.

### Isola di Hiiuma
Hiiumaa è una delle più grandi isole in Estonia. I comandi militari la ritennero una delle migliori postazioni strategiche e per 49 anni molte aree dell'isola sono state interdette e vi vennero costruite varie installazioni segrete. Molti siti militari sono ben preservati ma diversi bunker sono allagati.

## Lennusadam
Il Lennusadam (porto idrovolanti) era una struttura militare zarista, passata alla Repubblica d'Estonia, ed acquisita dall'URSS con l'occupazione dell'Estonia. Qui sorgeva l'amministrazione della Flotta del Baltico. Dopo l'indipendenza, è diventato una sede distaccata del Museo Marittimo Estone, e vi sono esposte numerose navi ed il sottomarino Lembit.

## Aviazione

### Base aerea Kunda
Kunda (più precisamente Rutja) è una base aerea situata a 13 km ad ovest del centro abitato. Durante la guerra fredda era la sede del 66º Reggimento attacco aereo sovietico, dotato di 45 aerei Su-17.

### Base aerea Koigi
Koigi era una base aerea situata a 10 km ad est di Paide. Era una base di dispiegamento di attacco ed era stata segnalata nel 1974 dal Dipartimento della difesa degli Stati Uniti d'America nella pubblicazione Global Navigation Chart No. 3. Alla fine della guerra fredda è stata trasformata in territorio agricolo. Delle strutture rimane veramente poco.

### Aeroporto di Pärnu
La base area di Pärnu era localizzata 4 km dalla città. Dopo la fine dell'occupazione è stato dedicato all'aviazione civile.
Durante la guerra fredda, l'aeroporto era utilizzato dall'Aeronautica sovietica. Era una base di caccia intercettori, base del 366º Reggimento aereo intercettori e probabilmente del 655º Reggimento aereo intercettori, il quale era dotato di velivoli MiG-23, dagli anni settanta sino ai primi anni novanta.
Nel 1992 è stato riconvertito come Aeroporto civile di Pärnu

### Base aerea Tartu
La base aerea di Tartu, o Aeroporto di Raadi, è una ex struttura militare situata a 4 km a nord est del centro abitato. Era sede del 132 TBAP (132º Reggimento bombardieri pesanti dell'aviazione sovietica), dotato di una velivoli Tupolev Tu-16 and Tupolev Tu-22M. Era anche la base di trasporto con il 192 e/o 196 VTAP (reggimento di trasporto aereo) dotata di velivoli Ilyushin Il-76M cargo sino al 1990. I velivoli sono stati ricollocati a Tver'.

### Base aerea Tallinn
L'Aeroporto di Tallinn è stato utilizzato anche per scopi militari come base di caccia intercettori della 384 IAP (384º Reggimento caccia intercettori) dotato di velivoli MiG-23P. Con la fine della guerra fredda è diventato l'aeroporto civile più importante d'Estonia.

### Base aerea Tapa
Al termine della seconda guerra mondiale i sovietici costruirono nell'area una complessa base, fra le più importanti dei Baltici, per la difesa aerea. La nuova base dotata di un aeroporto era distante appena 3 km dal centro cittadino.
Durante gli anni della guerra fredda nella base del 656 IAP (656º Reggimento intercettori aviazione) erano di stanza 38 aerei MiG-23. Ancora oggi sono visibili gli hangar destinati al ricovero dei velivoli.

### Base aerea Tõrva
Tõrva (citata anche come Torva o Torva Nord) è una base aerea localizzata a 15 km a nord di Tõrva. Era una base per i bombardieri destinati alla linea del fronte o marittimi ed è stata utilizzata fino agli anni sessanta. Alcuni resti delle piste possono essere osservate attraverso le immagini satellitari di Google Earth.

### Base aerea Valga
Valga è una ex base aerea sovietica situata a 4 km nord est di Valga. Era segnalata nel 1974 dal Dipartimento alla difesa americano nel Global Navigation Chart No. 3. Attualmente è stata trasformata in terreno agricolo.

### Base aerea Ämari
La base aerea di Ämari, denominata anche Suurküla (denominazione originale estone), oppure di Vasalemma, Emari, Suurkyul, Shuurkyul, e Shuurkul - le ultime forme di nomi estoni sono derivate dalla pronuncia russa del personale militare sovietico - è una base aerea in Harjumaa, situata a 7 km sud del lago Klooga.
Ad Ämari era di stanza il 321 e/o 170 MShAP (321º e/o 170º Reggimento aereo anti-navale Shturmovik) dotato di velivoli Su-24.
Ämari sarà una struttura utilizzabile dalla NATO. Attualmente è sede del centro radar estone, creato il 1º gennaio 1998.